# Peter Niklas Wilson
Peter Niklas Wilson (* 30. Mai 1957; † 26. Oktober 2003) war ein deutscher Jazz-Kontrabassist, Musikwissenschaftler und -journalist.

## Leben
Wilson studierte Musik an den Universitäten von Göttingen und Hamburg und unterrichtete als Teilzeitprofessor für Jazzgeschichte an der Musikhochschule Hamburg und als Privatdozent am Musikwissenschaftlichen Institut. Als Kontrabassist arbeitete er u. a. mit Fred Frith, Marion Brown, Gene Coleman, Vinko Globokar, Barry Guy, Peter Kowald, Evan Parker, Keith Rowe, Derek Bailey, Anthony Braxton, Malcolm Goldstein, David Malazonia, John Tchicai und Daniel Ott und ist als Sideman auf mehr als fünfzig Alben zu hören.
Er war Mitbegründer der Hamburger Musikerinitiative TonArt e. V. und Mitglied des TonArt Ensembles und gründete 1998 mit Rajesh Mehta und Vlatko Kučan das Plattenlabel TrueMuze. Mit Hannes Wienert und Björn Lücker bildete er die Gruppe Alphea.
Wilson analysierte die Situation der frei improvisierten Musik und die Strategie einer musikalischen Reduktion auf das Wesentliche, schrieb Artikel über Improvisatoren für die Neue Zeitschrift für Musik sowie Monografien über Albert Ayler, Anthony Braxton, Ornette Coleman, Miles Davis, Charlie Parker und Sonny Rollins. Eine geplante CD-Produktion im Trio mit dem Saxophonisten John Tchicai und dem Schlagzeuger Makaya Ntshoko kam nicht mehr zustande, da Wilson vorher seiner Leukämieerkrankung erlag.

## Werke
- Hear and Now. Gedanken zur improvisierten Musik. Wolke Verlag, Hofheim 1999, ISBN 3-923997-88-4.
- mit Ulfert Goeman, Charlie Parker, Oreos Verlag, Waakirchen 1988
- Ornette Coleman, Oreos Verlag 1989. (englisch: Berkeley Hills Books, 1999).
- Sonny Rollins. Oreos Verlag, 1991.
- Anthony Braxton. Oreos Verlag, 1993.
- Spirits Rejoice! – Albert Ayler und seine Botschaft. Wolke Verlag, Hofheim 1996.
- Miles Davis, Oreos Verlag 2001
- Sonny Rollins – The Definite Musical Guide. Berkeley Hills Books, 2001.
- Reduktion – zur Aktualität einer musikalischen Strategie, Sch.Verlag, Mainz 2003.
- Peter N. Wilson (Hrsg.), Jazz-Klassiker. 2 Bände. Reclam-Verlag, Ditzingen 2005, ISBN 3-15-030030-4 (98 Porträts)